# Resolució 2021 del Consell de Seguretat de les Nacions Unides
La Resolució 2021 del Consell de Seguretat de les Nacions Unides fou adoptada per unanimitat el 29 de novembre de 2011. El Consell, recordant la Resolució 1533 (2004) i condemnant el constant tràfic d'armes a la República Democràtica del Congo, va decidir ampliar l'embargament d'armes, prohibició de viatge, congelació d'actius i altres sancions contra els grups armats que no formen part de l'exèrcit o de la policia del govern, fins al 30 de novembre de 2012, alhora que demana al Secretari General de les Nacions Unides que prorrogui el mandat del Grup d'Experts encarregat de controlar aquestes mesures i que nomeni un sisè expert sobre recursos naturals. També demana a aquest Grup d'Expert que elabori sengles informes de la situació el 18 de maig de 2012 i el 19 d'octubre de 2012.
El Consell va acollir amb satisfacció el suport de les directrius de diligència deguda als importadors, indústries de transformació i consumidors de productes minerals congolesos per la República Democràtica del Congo, i encoratjà la sensibilització sobre aquestes directrius, en especial pel sector de l'or, com a part de la lluita contra el finançament de nous grups armats i xarxes criminals dins de les Forces Armades de la República Democràtica del Congo (FARDC).
També va recomanar que tots els estats publiquin periòdicament estadístiques completes d'importació i exportació de recursos naturals com l'or, cassiterita, coltan, wolframita, fusta i carbó vegetal, i potenciar l'intercanvi d'informació i l'acció conjunta a nivell regional per investigar i combatre les xarxes criminals regionals i els grups armats implicats en l'explotació il·legal dels recursos naturals congolesos.